# Fatoumata Simpara
Fatoumata Simpara, connue aussi sous le nom de Ténin Simpara, est une femme politique malienne née vers 1958 à Bamako. 

## Carrière
Fatoumata Simpara est élue députée à l'Assemblée nationale dans la Commune I du district de Bamako aux élections législatives maliennes de 2013, sous les couleurs du Congrès national d'initiative démocratique. Elle quitte le parti en janvier 2014 pour rejoindre l'ADP-Maliba. Elle se représente aux élections législatives maliennes de 2020, mais n'obtient pas de deuxième mandat. Elle est membre du Conseil national de la transition mis en place après le coup d'État de 2020.